# Phyllorchis vaginata
Phyllorchis vaginata là một loài thực vật có hoa trong họ Lan. Loài này được (Lindl.) Kuntze miêu tả khoa học đầu tiên năm 1891.